# Новослобідський козацький полк

Новослобідський (Новокозацький) полк й Нова Сербія. Автентична мапа.

Новослобідський козацький полк (Слобідський полк, Новослобідське козацьке поселення, Новокозацький полк) — адміністративно-територіальна та військова одиниця України, козацьке з'єднання створене у межиріччі Дніпра й Південного Бугу на межі Нової Сербії і володінь Запорожжя. Полк сформований за ініціативою російського уряду для приборкання запорожців та був підконтрольний йому. Існував упродовж 1753-1764 років. Полковий центр — Фортеця Святої Єлисавети, заснована 1754 (нині місто Кропивницький). Полк мав деяку автономію (на зразок Слобідських полків). У 1760 році нараховував 6536 особового складу (у тому числі 213 старшин і 6165 козаків). У 1764 році перетворений на Єлисаветградський пікінерний полк.

## Історія
Задніпров'я (російською «Задніпровські місця») увійшло до Російської імперії 1732 року. Тоді заселення цього регіону відчутно пожвавилось на поч. 18 ст. вихідцями з Гетьманщини та «Польської України». Відомо, що вже у 1710 існувало м. Крилів. Це було виключно українське землеробське населення, здебільшого особисто вільне. З 1734 року тут була утворена Бугогардівська паланка Запорожжя. Після Белградського миру 1739 всі ці землі увійшли до складу Миргородського та Полтавського полків. За переписом 1745, на території «Задніпрянщини» у 2 містах, 13 слободах, 29 селах та 133 хуторах вже мешкало близько 20 тис. осіб. Але населення їх мешкало там без законних на те підстав. Це дало російському урядові змогу у 1752 включити ці землі, вже заселені в основному українцями, до складу Нової Сербії. Українському населенню було наказано залишити рідні місця у 6-місячний термін. Спроби гетьмана Кирила Розумовського захистити потерпілих не дали очікуваного результату — українців було принесено у жертву новій політиці царату. Тим же наказом місцевому населенню було дозволено, починаючи з 1753, селитися поруч із Новою Сербією, на 20 верст углиб запорозьких земель або повернутися назад у Гетьманщину. Більшість мешканців Задніпров'я (2836 дворів) погодились на перше. Так було покладено початок Новослобідського козацького полку.
Виселення українців за межі Нової Сербії почалося тільки у 1754, коли мешканці Крилівської та Цибулівської сотень підшукали придатні для оселення місця, і відбувалося поступово. Подекуди це переселення набувало форми справжньої депортації. Для приборкання тих, хто не бажав переселятися, було надіслано військові команди. Вже на 1 липня 1754 з населення полку зросло до 6246 осіб чоловічої статі, а на 1 червня 1755 воно становило 9644 особи. Такий високий темпи залюднення території полку став можливим і за рахунок втікачів із Польщі та Молдавії: на 1 січня 1763 до складу новослобідського козацтва входило 19625 осіб чоловічої статі. Переселенців розмістили у 38 населених пунктах.

### Поселення новокозацького полку
Лише 6 поселень було засновано до 1754, а інші з'явилися вже за часів існування Новокозацького полку. Поселення передані з Нової Сербії: Калужине, Омельницька Кам'янка, Буянське (Обоянське), Воронівка (Куцеволівка), Мишурин Ріг, Бородаївка, Пушкарівка. Також було відрізано 20 верстами межової землі від Новосербії.
Поселення утворені на землі Бугогардівської паланки, які увійшли до Новослобідського полку: фортеця Святої Єлисавети, Новоархангельське, Тройницьке (Куцелів), Красна слобода, Плетений Ташлик, Грузьке, Аджамська, Вершинокам'янка, Мурзинка, Бешка (Головківка), Овнянка, Верблюжка, Омельник (Лихівка), Домоткань (Глинське), Виське (Велика Виска), Зелене, Вільшанка, Княжі Буєраки, Добрянка, Інгульське, Розсохуватка (Піщаний Брід), Калинівка, Комісарівка, Орел (майбутнє місто Ольвіополь), Свистунівка, хутір Макогона, Жовте, Клинці, Тишківка, Тернівка, Лиса Гора (Бикове).

### Сотні полку на початок 1763 року
- Пушкарівська.
- Бородаївська.
- Мишурін Ріг.
- Калужинська.
- Боянська.
- Омельницька.
- Тройницька.
- Зелена.
- Верблюжка.
- Овнянська, або Аврамівська.
- Бешка.
- Мурзинка.
- Верхньо-Кам'янська.
- Аджамка.
- Грузька.
- Виська.
- Плетений Ташлик.
- Ташлик (Сухий Ташлик)
- Тернівська.
- Красна.
- Тишківська (Вільшанська)
- Домоткань.
- Ново-Архангельська.
- Калинівська.
- Добрянка.
- Орлянка.
- Кам'янська (Омельницька Кам'янка)
- Інгульська.

### Сотні полку станом на 1763 рік
- 1. Калинівка
- 2. Аджамка
- 3. Гола Кам'янка
- 4. Мурзинка — сучасна Нова Прага
- 5. Овнянка (сучасне Новий Стародуб), Бешка (сучасне Головківка (Олександрійський район))
- 6. Верблюжка, Попельнасте (Попельнясте), Комісарівка
- 7. Зелене, Жовте
- 8. Мишурин Ріг, Боянська, Тройницька
- 9. Омельницьке
- 10. Омельницька Кам'янка, Калужине
- 11. Бородаївка, Домоткань
- 12. Пушкарівка
- 13. Грузьке
- 14. Вись — сучасна Велика Виска
- 15. Плетений Ташлик
- 16. Сухий Ташлик
- 17. Красна (сучасне Липняжка)
- 18. Тернівка, Вільшанка (Тишківка)
- 19. Добрянка
- 20. Орел — (майбутнє місто Ольвіополь)

Верховне командування військового поселення перебувало у фортеці Св. Єлисавети. Територію полку було поділено на сотні, на чолі яких стояли сотенні отамани. До складу сотні входило від 1 до 4-5 населених пунктів (залежно від кількості мешканців). Землю під поселення козакам та членам їхніх родин уряд надавав за умови несення військової служби.
Територія полку не входила до жодної губернії, тому що формально входила до Запорожжя. Проте полк і його земля підпорядковувалася Сенату і Військовій колегії Росії.
За час існування полк зарекомендував себе як боєздатне формування. Військовослужбовці полку взяли участь у Семирічній війні. Незважаючи на переважно український склад населення, Новослобідський козацький полк використовувався урядом як провідник російської політики у регіоні: боротьба з гайдамацтвом, постійна конфронтація із Запорожжям, на землях якого було оселено полк, — такими були дії полку.
22 березня 1764 це формування було реорганізовано у Єлисаветградський пікінерний полк у складі Новоросійської губернії.